# Буш, Вильгельм (хирург)
Карл Давид Вильгельм Буш (нем. Wilhelm Busch; 5 января 1826, Марбург — 24 ноября 1881, Бонн) — немецкий медик, хирург, натуралист, педагог, профессор, ректор, доктор медицины.

## Биография
Сын хирурга Вильгельма Буша.
Изучал медицину, зоологию и анатомию в Берлинском университете, ученик Иоганна Петера Мюллера и Бернхарда фон Лангенбека. Под влиянием Иоганна Миллера занялся сравнительно-анатомическими работами.
В 1848 году принимал участие в качестве хирурга в Датско-прусской войне. В 1848 году получил докторскую степень. В 1849 и 1850 гг. совершил поездки с научной целью в Англию, Францию и Вену, собрал на морском берегу материал для сравнительно-анатомических исследований. В 1855 году был назначен профессором хирургии в Боннском университете. В 1862/63 годах был ректором Боннского университета.
В 1866 году работал помощником генерального хирурга прусской армии во время Австро-прусско-итальянской и франко-прусской войны. В войнах 1866 и 1870—71 гг. также состоял при армии врачом-консультантом.
В 1867 году стал директором Хирургической клиники Боннского университета, где была проведена первая в мире операция по иммунотерапии рака. Член Общества немецких естествоиспытателей и врачей.
Публикации и лекции В. Буша были посвящены темам сравнительной анатомии, физиологии и патологии, а также современным вопросам офтальмологии, урологии, медицины уха, носа и горла и хирургии травм.
Его научные сочинения были посвящены сравнительной анатомии, последние имеют преимущественно предметом механику хирургических болезней.
Был женат на Агнес Софии Фридерике, дочери химика  Эйльхарда Мичерлиха
Умер от прободного аппендицита в возрасте 55 лет. Похоронен на Старом боннском кладбище.

## Избранные труды
- «Ueber das Gehirn der Selachier» (Берлин, 1848);
- «Beobachtungen über die Entwickelung wirbelloser Seetiere» (там же, 1851);
- «Chirurgische Beobachtungen gesammelt in der Klinik zu Berlin» (там же, 1854),
- «Lehrbuch der Chirurgie» (там же, 1857—70, 3 т.).
- Учебник хирургии , 2 тома. Берлин 1857—1869.